# Isze (DDH–182)
Az Isze (DDH–182) a Japán Tengerészeti Véderő Hjúga osztályú helikopterhordozó rombolója. Ez a második Isze nevű japán hadihajó; az első a Japán Birodalmi Haditengerészet Isze csatahajója volt a második világháború idején.
Az Isze (DDH–182)-t az IHI Corporation építette, és 2011. március 16-án állt szolgálatba.

## Szolgálata
A nemrégiben szolgálatba állt japán hadihajók egyikeként részt vett a tóhokui katasztrófaelhárításban.